# Betty Ford
Elizabeth Ann Bloomer Warren Ford (Chicago, 8 aprile 1918 – Rancho Mirage, 8 luglio 2011) è stata una first lady statunitense, moglie di Gerald Ford, 38º presidente degli Stati Uniti d'America.
Meglio conosciuta con il nome di Betty Ford, fu First lady degli Stati Uniti d'America dal 1974 al 1977.

## Biografia
Figlia di William Stephenson Bloomer senior (1874-1934) e Hortense Neahr (1884-1948), Betty Ford ebbe due fratelli, ambedue maschi. Studiò danza prima al Calla Travis Dance Studio e poi con Hanya Holm e Martha Graham negli anni 1937-1938 al Bennington College.  Fu modella per l'agenzia di John Robert Powers.
Nel 1942 sposò William Gustavas Warren ma divorziarono il 22 settembre 1947 senza aver avuto figli; il 15 ottobre 1948 sposò Gerald Ford da cui ebbe 4 figli: Michael Gerald Ford (1950), John Gardner Ford (1952), Steven Meigs Ford (1956) e Susan Elizabeth Ford (1957). Per quanto riguarda l'impegno sociale fu molto attiva per l'eguaglianza dei diritti promuovendo l'Equal Rights Amendment, cercandone di accelerare i tempi per l'approvazione, con il quorum stabilito, prima che scadessero i termini.
Fu ricoverata nel 1978 al Long Beach Naval Hospital, per liberarsi dalla dipendenza di oppioidi e analgesici, e nel 1982 fondò con l'ex ambasciatore Leonard Firestone il Betty Ford Center. Nel 1987 le fu impiantato un by-pass coronarico.
Rimasta vedova nel 2006, iniziò proprio allora ad accusare gravi problemi di salute tanto che nello stesso anno e nel 2007 fu operata per coaguli di sangue nelle gambe. A causa delle difficoltà di deambulazione non poté partecipare al funerale della moglie del presidente Lyndon B. Johnson Claudia, detta "Lady Bird", ma fu costretta a mandare i figli in sua rappresentanza, limitandosi a condoglianze telefoniche.
Morì nel 2011 all'età di 93 anni.

## Curiosità
Della sua esperienza alla Casa Bianca parla il film del 1987 All'ombra della Casa Bianca di David Greene, con Gena Rowlands e Josef Sommer, tratto dalla sua autobiografia The Times of My Life.